# ران نگ
ران نگ (انگلیسی: Ron Ng؛ زادهٔ ۲ سپتامبر ۱۹۷۹) بازیگر، خواننده و مدل اهل هنگ کنگ است. وی معمولاً نقش مأمور پلیس را در فیلم‌ها و سریال‌های درام بازی می‌کند.
از فیلم‌ها یا مجموعه‌های تلویزیونی که وی در آن‌ها نقش داشته‌است، می‌توان به اوج و فرود و پیروزمندی در آسمان‌ها اشاره نمود.